# Rio São Francisco Falso Braço Norte
Rio São Francisco Falso Braço Norte är ett vattendrag i Brasilien.   Det ligger i delstaten Paraná, i den södra delen av landet, 1 200 km sydväst om huvudstaden Brasília.
Omgivningen São Francisco Falso Braço Norte är det ganska glesbefolkad, med 50 invånare per kvadratkilometer.